# Biblioteca Laurenziana
La Biblioteca Laurenziana o Biblioteca Medicea Laurenziana (en italià: Biblioteca Mediceo Laurenziana) és una de les biblioteques més importants de Florència i de tot Itàlia. És famosa per conservar aproximadament 11.000 manuscrits procedents de les biblioteques dels Mèdici –Cosme, Llorenç i Pere II– dels humanistes Angelo Poliziano, Pico della Mirandola i el grec Janus Làscaris, entre d'altres. Construïda en el claustre de la medicea basílica de San Lorenzo, va ser patrocinada pel papa Climent VII. L'edifici acabaria sent conegut com la Biblioteca Laurenziana, ja que havia sofert una gran ampliació del seu fons bibliogràfic per part de Llorenç el Magnífic a la fi del segle xv.

## Història
Miquel Àngel després de la realització dels frescs de la volta de la Capella Sixtina retorna a Florència, on treballa com a arquitecte a les ordres del nou papa Lleó X de Mèdici, escollit després de la mort de Juli II. Projecta la façana de la Basílica de San Lorenzo, mai realitzada, i el 1519 construeix la Capella Medicea o Sagristia Nova per acollir els sepulcres dels Mèdicis. A la realització de les tombes medicees es dedica des de 1521, i tres anys més tard, el 1524 el papa, també de la familia Mèdici, Climent VII encarrega la construcció de la Biblioteca Laurenziana, per a la conservació dels preciosos còdexs de la col·lecció medicea. Miquel Àngel començarà a flanquejar un costat del claustre aixecat pel biògraf i seguidor de Brunelleschi, Antonio Manetti.
El 1527, la invasió de les tropes de Carles I d'Espanya i l'expulsió dels Mèdici de Florència, interrompen els treballs per als complexos «laurenzians». Els treballs a la sagristia nova i a la biblioteca seran represos el 1530, després del restabliment dels Mèdici al govern de Florència. Però el 1534 Miquel Àngel es trasllada definitivament a Roma pel nou encàrrec de Climent VII de pintar un Judici Final per a l'altar de la Capella Sixtina, interrompent els treballs en San Lorenzo per iniciar aquest nou projecte. Després d'aquesta interrupció continuen construint l'edifici de la Biblioteca Laurenziana Bartolomeo Ammannati i Giorgio Vasari.
El 1571, Cosme I de Mèdici, Gran duc de Toscana, va obrir l'encara incompleta Biblioteca al públic. Nombroses aportacions s'han realitzat al llarg del temps a la col·lecció. El 1757 va ser escollit bibliotecari d'aquesta a Angelo Maria Bandini, que va passar cinquanta anys en el càrrec i que va seguir una política d'adquisicions per a engrandiment de la Biblioteca i a més a més va publicar els primers catàleg dels fons bibliogràfics.
Al segle xix el bibliòfil florentí Angelo Maria d'Elci va donar la seva col·lecció de primeres edicions de clàssics llatins i grecs i es va adquirir la biblioteca de Lord Bertram Ashburnham, amb importants còdexs majoritàriament en llengua italiana.

## L'edifici

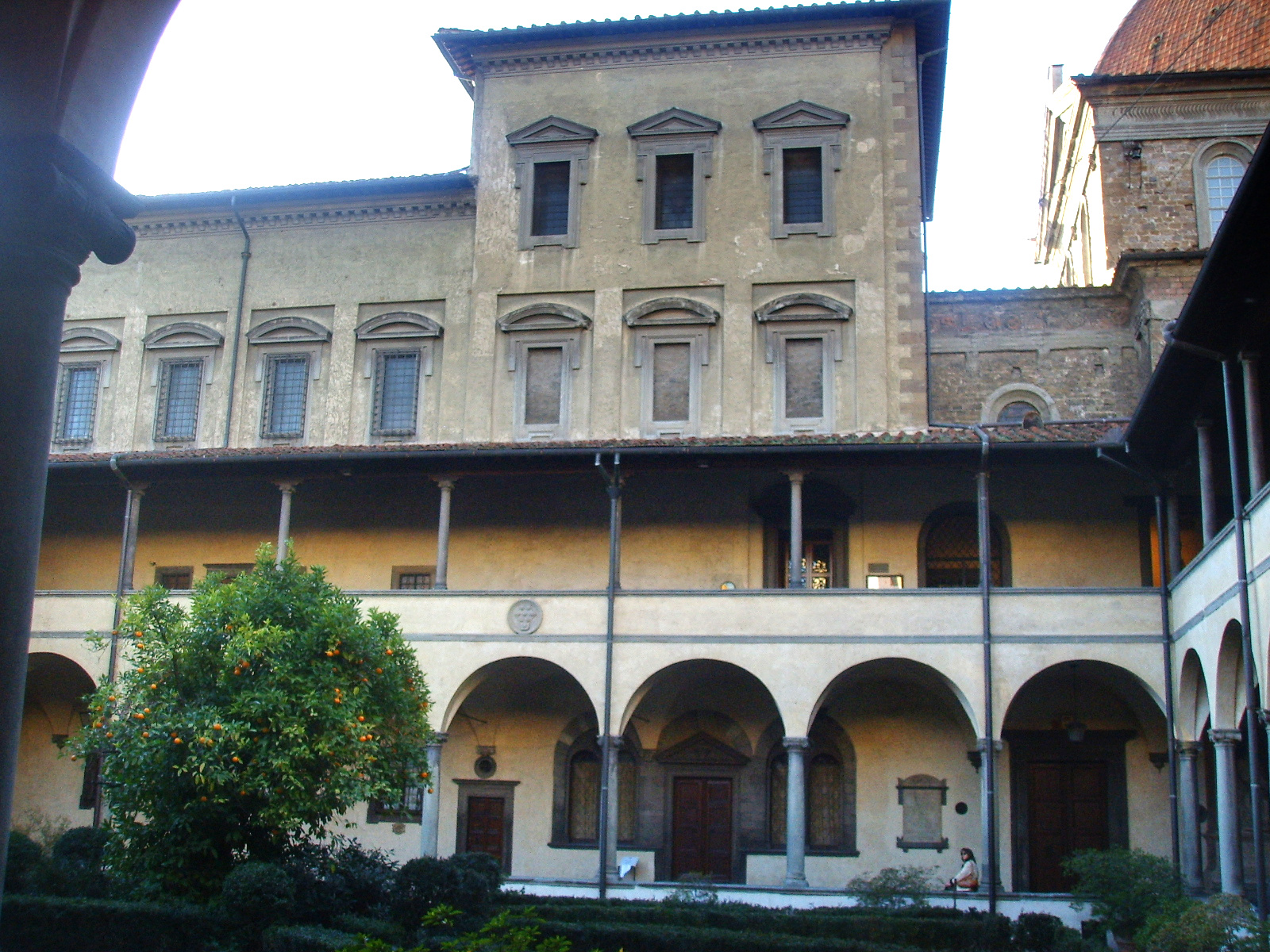
Biblioteca Laurenziana des del claustre de San Lorenzo.

Durant la dècada de 1520, Miquel Àngel va dissenyar de la Biblioteca Laurenziana el vestíbul amb l'escalinata d'accés, annexa a la citada església de San Lorenzo, encara que els treballs no van finalitzar fins algunes dècades més tard i ja no sota la direcció del mestre toscà.
Miquel Àngel va prendre com a punt de referència el tipus d'articulació de murs desenvolupat pels seus predecessors florentins, però en lloc de seguir amb fidelitat els cànons clàssics estipulats per grecs i romans, Miquel Àngel va utilitzar aquests motius -columnes, frontons, mènsules- de manera més personal i expressiva.
El vestíbul construït el 1559 per Bartolomeo Ammannati, invita el silenci amb les seves finestres cegues d'estípits i peraltats que s'uneixen a les bigues del sostre. Destaca en aquest, la triple escalinata que es resumeix en una única rampa, planejada per Miquel Àngel i que és l'exemple perfecte de l'arquitectura del manierisme.

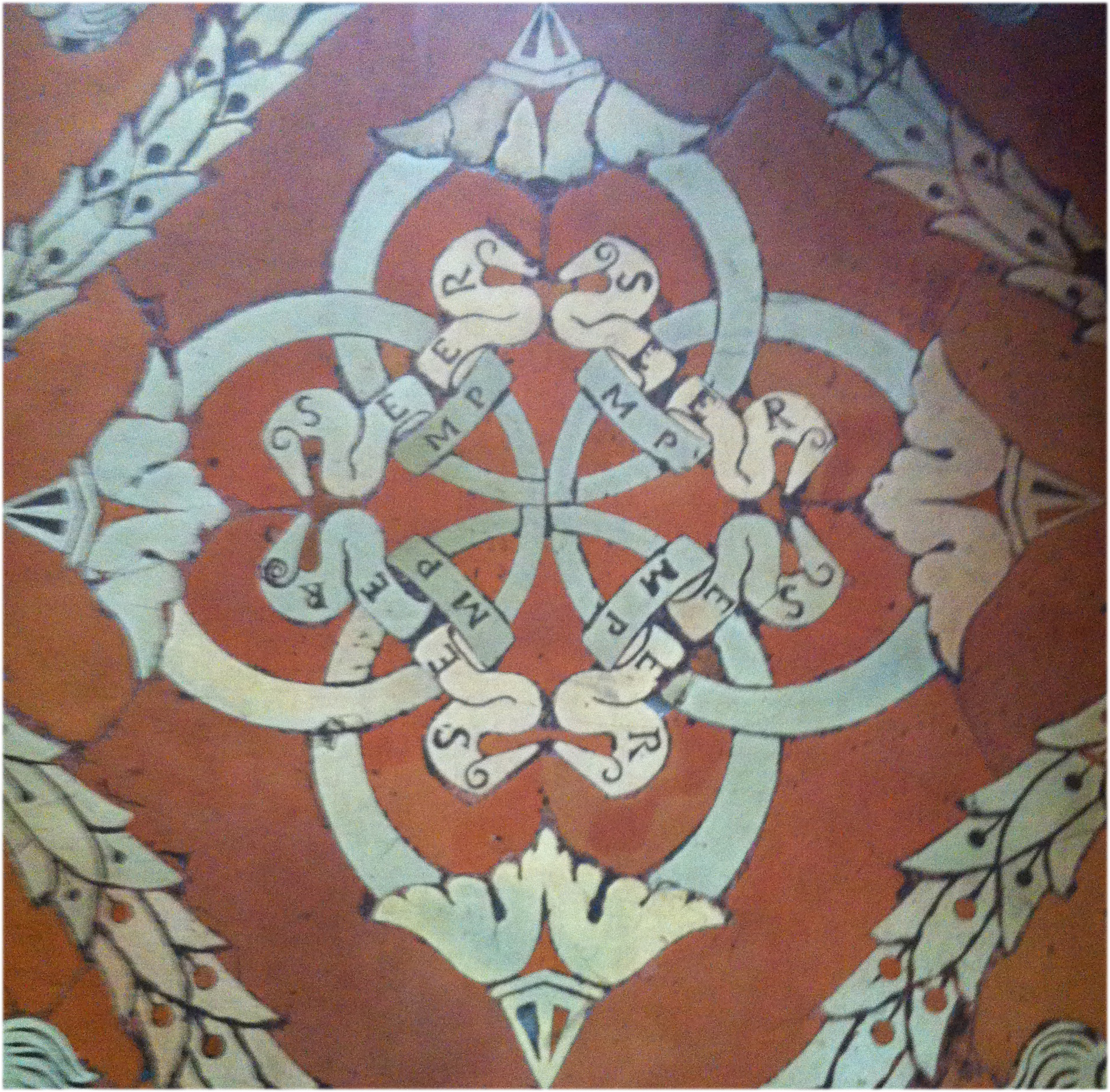
El motto "Semper" dels Medici a l'enrajolat del passadís de la Biblioteca Laurenciana de Florència dibuixat per Michelangelo Buonarroti

Escales amunt, la biblioteca és amb reiterada contraposició d'obertures de trams cecs rectangulars i quadrats, una individualitzada i apartada insistència a l'estudi i la meditació.
Sota l'actual terra de marqueteria de fusta de la biblioteca existeix un enllosat de 15 plafons blancs i vermells de terracota. Aquest terra es va descobrir per casualitat el 1774 quan una lleixa de l'escriptori 74, va cedir per sobrepès i es va trencar. A l'obra de reparació es va descobrir aquest terra ocult. Existeixen en l'actualitat trampes perquè els visitants admirin aquest inusual paviment. Conformat, amb lloses quadrades de 2,6 metres de costat, fan una seqüència basada en els principis bàsics de la geometria. Es creu que les rajoles van ser col·locades seguint el disseny del mobiliari original que posteriorment es va canviar per augmentar el nombre d'escriptoris de la sala.

## La col·lecció
La Biblioteca conserva prop de: 
- 11.000 manuscrits,
- 2.000 papirs,
- 43 ostraka,
- 566 incunables,

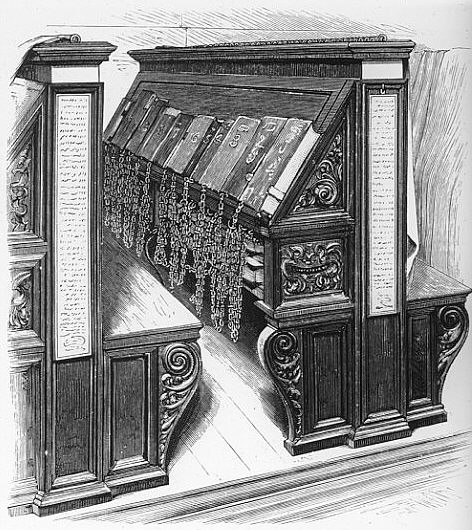
Bancs dissenyats per la Biblioteca Laurenziana.

- 1.681 llibres impresos al segle xvi,
- 126.527 llibres del segle xvii a l'actualitat,
- 592 publicacions especialitzades.

La col·lecció no supera en nombre el d'altres importants biblioteques del món, tanmateix, el seu valor excepcional el compensa, a causa del nombre de manuscrits, antiguitat d'aquests, valor filològic i bellesa.